# Benoît Magimel
Benoît Magimel (ur. 11 maja 1974 w Paryżu) – francuski aktor filmowy.

## Życiorys

### Wczesne lata
Urodził się i dorastał w Paryżu jako syn pracownika banku i pielęgniarki. W dzieciństwie marzył o zawodzie strażaka. W wieku dwunastu lat został wybrany spośród 1600 kandydatów do roli zdemoralizowanego, okradającego staruszki chłopca Momo Groseille w komedii Życie to długa, spokojna rzeka (La vie est un long fleuve tranquille, 1988).

### Kariera
Kreacja Jimmy’ego Fontany w kryminalnym melodramacie Złodzieje (Les voleurs, 1996) z Catherine Deneuve przyniosła mu nagrodę Prix Michel Simon w St. Denis i nominację do nagrody Cezara. W dramacie historyczno-muzycznym Król tańczy (Le roi danse, 2000) zagrał postać Ludwika XIV.
Za rolę utalentowanego pianisty Waltera Klemmera, który uwodzi 40-letnią nauczycielkę gry na fortepianie (Isabelle Huppert) w dramacie Pianistka (La pianiste, 2001) Michaela Hanekego otrzymał nagrodę aktorską na 54. MFF w Cannes. W 2002 został uhonorowany nagrodą Rémy Julienne na MFF w Valenciennes.

### Życie prywatne
Podczas realizacji biograficznego melodramatu Dzieci wieku (Les enfants du siècle, 1999) spotykał się poza planem z Juliette Binoche, z którą ma córkę Hannah (ur. 16 grudnia 1999). Rozstali się w 2003.

## Filmografia
| Rok  | Tytuł                                                                                          | Rola                               | Reżyser                 |
| ---- | ---------------------------------------------------------------------------------------------- | ---------------------------------- | ----------------------- |
| 1988 | Życie to długa, spokojna rzeka (La Vie est un long fleuve tranquille)                          | Momo Groseille                     | Étienne Chatiliez       |
| 1989 | Tata odszedł, mama też (Papa est parti, maman aussi)                                           | Jérôme                             | Christine Lipinska      |
| 1992 | Beztroskie lata (Les Années campagne)                                                          | Jules                              | Philippe Leriche        |
| 1992 | Toutes peines confondues                                                                       | Thomas Gardella                    | Michel Deville          |
| 1993 | Skradziony zeszyt (Le Cahier volé)                                                             | Maurice                            | Christine Lipinska      |
| 1993 | L'Instit (odc. Les chiens et les loups)                                                        | Félix                              | François Luciani        |
| 1994 | Wzgórze tysiąca dzieci (La Colline aux mille enfants, TV)                                      | Rene                               | Jean-Louis Lorenzi      |
| 1995 | La Fille seule                                                                                 | Rémi                               | Benoît Jacquot          |
| 1995 | Nienawiść (La Haine)                                                                           | Benoît                             | Mathieu Kassovitz       |
| 1996 | Złodzieje (Les Voleurs)                                                                        | Jimmy Fontana                      | André Téchiné           |
| 1997 | Tato (Papa)                                                                                    | Marc                               | Laurent Merlin          |
| 1998 | Martwi za życia (Déjà mort)                                                                    | David                              | Olivier Dahan           |
| 1999 | Dzieci wieku (Les Enfants du siècle)                                                           | Alfred de Musset                   | Diane Kurys             |
| 2000 | Król tańczy (Le Roi danse)                                                                     | Ludwik XIV                         | Gérard Corbiau          |
| 2000 | Selon Matthieu                                                                                 | Matthieu                           | Xavier Beauvois         |
| 2001 | Pianistka (La Pianiste)                                                                        | Walter Klemmer                     | Michael Haneke          |
| 2001 | Lisa                                                                                           | Sam                                | Pierre Grimblat         |
| 2002 | Ostatni skok (Nid de guêpes)                                                                   | Santino                            | Florent-Emilio Siri     |
| 2003 | Kwiaty zła (La Fleur du mal)                                                                   | François Vasseur                   | Claude Chabrol          |
| 2003 | Dziwne ogrody (Effroyables Jardins)                                                            | Emile Bailleul                     | Jean Becker             |
| 2004 | Purpurowe rzeki II: Aniołowie apokalipsy (Les Rivières pourpres 2 : les Anges de l'Apocalypse) | Kapitan Reda                       | Olivier Dahan           |
| 2004 | Druhna (La Demoiselle d'honneur)                                                               | Philippe Tardieu                   | Claude Chabrol          |
| 2005 | Sky Fighters (Les Chevaliers du ciel)                                                          | Kapitan Antoine „Walk'n” Marchelli | Gérard Pirès            |
| 2006 | Sekrety Charliego (Selon Charlie)                                                              | Pierre                             | Nicole Garcia           |
| 2007 | Żołnierze mafii (Truands)                                                                      | Frank                              | Frédéric Schoendoerffer |
| 2007 | Wewnętrzny wróg (L'Ennemi intime)                                                              | Porucznik Terrien                  | Florent Emilio Siri     |
| 2007 | Dziewczyna przecięta na pół (La Fille coupée en deux)                                          | Paul André Claude Gaudens          | Claude Chabrol          |
| 2007 | 24 mesures                                                                                     | Didier                             | Jalil Lespert           |
| 2008 | Ich dwóch i Paryż (Seuls Two)                                                                  | Komisarz                           | Ramzy Bédia             |
| 2008 | Możliwość wyspy (La Possibilité d'une île)                                                     | Daniel                             | Michel Houellebecq      |
| 2008 | Inju- przebudzenie bestii (Inju : la Bête dans l'ombre)                                        | Alex Fayard                        | Barbet Schroeder        |
| 2008 | Rezolucja 819 (Résolution 819, TV)                                                             | Jacques Calvez                     | Giacomo Battiato        |
| 2010 | Bez śladów (Sans laisser de traces)                                                            | Étienne Meunier                    | Grégoire Vigneron       |
| 2010 | Niewinne kłamstewka (Les Petits Mouchoirs)                                                     | Vincent Ribaud                     | Guillaume Canet         |
| 2010 | Adwokat (L'Avocat)                                                                             | Léo Demarsan                       | Cédric Anger            |
| 2011 | Terytorium wroga (Forces spéciales)                                                            | Tic-Tac                            | Stéphane Rybojad        |
| 2011 | Droga pod wiatr (Des Vents contraires)                                                         | Paul Anderen                       | Jalil Lespert           |
| 2012 | My Way (Cloclo)                                                                                | Paul Lederman                      | Florent Emilio Siri     |
| 2013 | Dla kobiety (Pour une femme)                                                                   | Michel                             | Diane Kurys             |
| 2014 | Marsylski łącznik (La French)                                                                  | Le Fou                             | Cédric Jimenez          |
| 2015 | Z podniesionym czołem (La Tête haute)                                                          | Yann                               | Emmanuelle Bercot       |
| 2017 | Carbone                                                                                        | Antoine Roca                       | Olivier Marchal         |

## Nagrody
- Nagroda na MFF w Cannes Walter Klemmer w dramacie Pianistka